# Сингер, Маргарет
Ма́ргарет Те́йлер Си́нгер (англ. Margaret Thaler Singer; 29 июля 1921, Денвер, Колорадо, США — 23 ноября 2003, Беркли, Калифорния, США) — американский клинический психолог, адъюнкт-профессор Калифорнийского университета в Беркли. Лауреат премий Хофхеймера и Дина от Американского психиатрического колледжа, научно-исследовательской премии от Национального института психического здоровья. Известна работами в области семейных взаимоотношений, семейной терапии, контролирования сознания, психосоматической медицины (возглавляла Американское психосоматическое общество), шизофрении и новых религиозных движений. В течение многих лет была одним из руководителей антикультовой организации Американский фонд семьи.

## Биография
Родилась 29 июля 1921 года в Денвере.
Получила степени бакалавра и магистра гуманитарных наук, а в 1943 году — доктора философии по клинической психологии в Денверском университете.
В 1943—1951 годах работала на кафедре психиатрии Медицинской школы Колорадского университета.
В 1964—1991 году она была приглашённым преподавателем (англ. guest lecturer) психологии в Калифорнийском университете в Беркли, а также была штатным сотрудником или приглашённым преподавателем в других кампусах университета, наряду с преподаванием в Медицинской школе Альберта Эйнштейна, Рочестерском университете и других высших учебных заведениях.
Умерла 23 ноября 2003 года от пневмонии в Медицинском центре Альта Бейтса. Была замужем, имела двоих детей и пятерых внуков.

## Научная деятельность
Проводила исследования в сотрудничестве с Национальным институтом психического здоровья, Военно-воздушными силами США и Массачусетским технологическим институтом.
В 1950-х годах в Сингер начала исследовать контролирование сознания во время работы в Армейском медицинском центре Уолтера Рида, где проводила глубинное интервьюирование американских военнослужащих оказвшихся в плену во время Корейской войны. В конце 1960-х годов в круг её исследований вошла проблема контролирования сознания в деструктивных культах.

## Научные труды

### Монографии
- Singer M. T., Lalich J. Cults in Our Midst[англ.]. San Francisco, Calif.: Jossey-Bass, 1995. ISBN 978-0787900519. (Секты среди нас) (переработанное издание в 2003)
- Singer M. T., Lalich J. "Crazy" Therapies: What Are They? Do They Work?[англ.]. San Francisco: Jossey-Bass, 1996. ISBN 978-0787902780.

### Статьи
- Singer M. T. Coming Out of the Cults // Psychology Today[англ.], January, 1979
- Singer M. T., West L. J. Cults, quacks, and nonprofessional psychotherapies. // H. I. Kaplan, A. M. Freedman, & B. J. Sadock (Eds.), Comprehensive Textbook of Psychiatry III. Baltimore: Williams & Wilkins, 1980. P. 3245-3258
- Singer M. T., Ofshe R. Attacks on peripheral versus central elements of self and the impact of thought reforming techniques // Cultic Studies Journal, 1986. Vol. 3, №.1. P. 3-24
- Singer M. T. Group psychodynamics. // R. Berkow (Ed.), Merck Manual, 15th ed. Rahway, NJ: Merck, Sharp, & Dohme, 1987
- Singer M. T. Psychotherapy Cults // Cultic Studies Journal, Vol. 7, №. 2
- Singer M. T., Ofshe R. Thought reform programs and the production of psychiatric casualties. // Psychiatric Annals. 1990. Vol. 20. P.188-193.
- Singer M. T. Cults, Coercion, and Contumely Архивная копия от 14 декабря 2013 на Wayback Machine // Cultic Studies Journal, 1992. Vol. 9, №. 2
- Singer M. T. Undue Influence and Written Documents: Psychological Aspects Архивная копия от 14 декабря 2013 на Wayback Machine // Cultic Studies Journal, 1993. Vol.10, №.1
- Singer M. T. Reform Exists: Organized, Programmatic Influence (недоступная ссылка) // The Cult Observer 1994. Vol. 11 №. 6
- Singer M. T., Nievod A. // Lilienfeld, Scott O.; Lynn, Steven Jay; Lohr, Jeffrey M., eds. Science and Pseudoscience in Clinical Psychology (Pbk. ed.). New York: Guilford Press, 2003. pp. 176–204. ISBN 978-1-59385-070-8.

### Рецензии
- Review: Churches That Abuse Ronald M. Enroth. Zondervan, Grand Rapids, MI, xi + 231 pages, no index, 1992. // Cultic Studies Journal. 1993. Vol. 10, No.1,